# Хантер, Билл
Билл Хантер (англ. Bill Hunter; род. 27 февраля 1940, Балларат, Австралия — ум. 21 мая 2011, Кью (пригород Мельбурна), Австралия) — австралийский характерный актёр. С 1996 года был почётным членом Австралийского общества кинематографистов (англ. Australian Cinematographer's Society).

## Карьера
Начал сниматься в кино с 1960-х годов, в общей сложности снялся в более чем 100 фильмах и телепроектах. Наиболее известен по второстепенным ролям в таких фильмах, как «Бешеный пёс Морган», «Галлиполи», «Строго по правилам», «На последнем берегу» и «Рыжий Пёс». Он также принимал участие в озвучивании известных мультфильмов «В поисках Немо» и «Легенды ночных стражей».

## Личная жизнь
Первый брак Хантера был с Робби Андерсон и продлился с 1963 по 1973, у пары был сын Джеймс Хантер. В 1976 он женился на актрисе Пэт Бишоп. Согласно словам писателя Боба Эллиса, брак был очень недолгим по той причине, что Хантер сбежал со свадьбы. В третий раз Билл Хантер женился на художнице Роуде Робертс, они прожили в браке с 1993 по 1999.

## Смерть
15 мая 2011 года Билл Хантер, страдавший от рака печени, отказался от госпитализации и был помещён в хоспис Caritas Christi в пригороде Мельбурна. 21 мая 2011, в возрасте 71 года, Билл Хантер ушёл из жизни.

## Фильмография
| Год  |    | Русское название                        | Оригинальное название                            | Роль                           |
| ---- | -- | --------------------------------------- | ------------------------------------------------ | ------------------------------ |
| 1970 | ф  | Нед Келли                               | Ned Kelly                                        | офицер                         |
| 1974 | ф  | Стоун                                   | Stone                                            | бармен                         |
| 1975 | ф  | Человек из Гонконга                     | The Man from Hong Kong                           | Питерсон                       |
| 1976 | ф  | Бешеный пёс Морган                      | Mad Dog Morgan                                   | сержант Смит                   |
| 1981 | ф  | Галлиполи                               | Gallipoli                                        | майор Бартон                   |
| 1982 | ф  | Жара                                    | Heatwave                                         | Роберт Дункан                  |
| 1986 | ф  | Смерть солдата                          | Death of a Soldier                               | детектив-сержант Адамс         |
| 1992 | ф  | Наши последние дни                      | The Last Days of Chez Nous                       | отец Бет                       |
| 1992 | ф  | Строго по правилам                      | Strictly Ballroom                                | Барри Файф                     |
| 1993 | ф  | Перекрёсток                             | Broken Highway                                   | Уилсон                         |
| 1994 | ф  | Приключения Присциллы, королевы пустыни | The Adventures of Priscilla, Queen of the Desert | Боб                            |
| 1994 | ф  | Свадьба Мюриэл                          | Muriel's Wedding                                 | Билл Хеслоп                    |
| 1995 | с  | Космос: Далёкие уголки                  | Space: Above and Beyond                          | генеральный секретарь Чартвелл |
| 1996 | ф  | В погоне за солнцем                     | Race the Sun                                     | комиссар Хоукс                 |
| 1998 | с  | Моби Дик                                | Moby Dick                                        | капитан Бумер                  |
| 2000 | тф | На последнем берегу                     | On the Beach                                     | премьер-министр Ситон          |
| 2003 | ф  | Кенгуру Джекпот                         | Kangaroo Jack                                    | Блю                            |
| 2008 | ф  | Австралия                               | Australia                                        | шкипер                         |
| 2011 | ф  | Рыжий Пёс                               | Red Dog                                          | Джамбо «Вонючка»               |